# Ann-Sophie Duyck
Ann-Sophie Duyck (Roeselare, 23 juli 1987) is een Belgisch voormalig wielrenster, die gespecialiseerd was in het tijdrijden. 

## Loopbaan
Duyck draaide al enige tijd mee in het peloton vooraleer ze in 2012 aan de slag mocht bij Lotto-Belisol Ladies. In zowel 2012 als 2013 zou ze voor dit team rijden, zonder echt potten te breken. Ze behaalde enkel in 2012 een bronzen medaille op het BK tijdrijden. Haar contract werd eind 2013 dan ook niet verlengd. In 2014 zette ze een stap terug en was ze vooral actief op het nationale niveau, dit deed ze in de kleuren van Autoglas Wetteren Cyclingteam.
Het seizoen 2014 werd voor Duyck de grote doorbraak. In mei van dat jaar kroonde ze zich in Hooglede-Gits tot Belgisch kampioene tijdrijden. Ze had er vijf seconden voorsprong op uittredend kampioene Liesbet De Vocht. Door deze goede prestatie werd ze de Belgische afgevaardigde op het Wereldkampioenschap. Hier eindigde ze verrassend als vijfde, tussen de absolute wereldtop en op 45 seconden van winnares Lisa Brennauer.
In 2015 zette ze een stap hogerop en tekende ze bij Topsport Vlaanderen-Pro-Duo. Ze werd zevende op de Europese Spelen, en verlengde haar nationale titel. Voor het tweede jaar op rij betwistte Duyck de tijdrit op het WK, hier trachtte ze zich rechtstreeks te kwalificeren voor de Olympische Spelen van 2016. Om dit te realiseren moest ze in de top acht eindigen, Duyck werd negende. Echter werd Duyck door de KBWB opgevist en mocht ze alsnog deelnemen aan de Olympische Spelen.
Als voorbereiding hierop won Duyck in 2016 een etappe (tijdrit) in de Gracia Orlová, de tijdrit Ljubljana-Domzale-Ljubljana en werd voor de derde maal op rij Belgisch kampioene tijdrijden. Hierna volgde de Olympische spelen. In de wegwedstrijd stapte ze af en in de tijdrit werd ze slechts 23ste (op 25 deelnemers). Later dat jaar werd ze zesde in de tijdrit op het Europees kampioenschap, dwong een achtste plaats af op het wereldkampioenschap tijdrijden en won kort daarna de Chrono des Nations.
In 2017 reed Duyck voor het Britse Drops Cycling Team. In dat jaar verdedigde ze met succes haar titel in Ljubljana-Domzale-Ljubljana en haar nationale titel en won ze etappes in de Setmana Ciclista Valenciana en Tour de Feminin - O cenu Českého Švýcarska. Op het Europees kampioenschap won ze zilver in de tijdrit tussen de Nederlanders Ellen van Dijk en Anna van der Breggen.

## Palmares

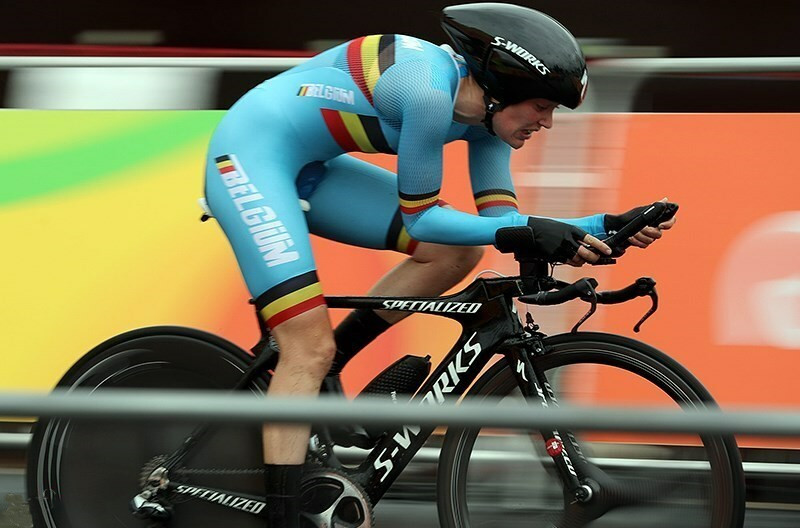
Duyck ijdens de tijdrit van de Olympische Spelen 2016 in Rio de Janeiro.

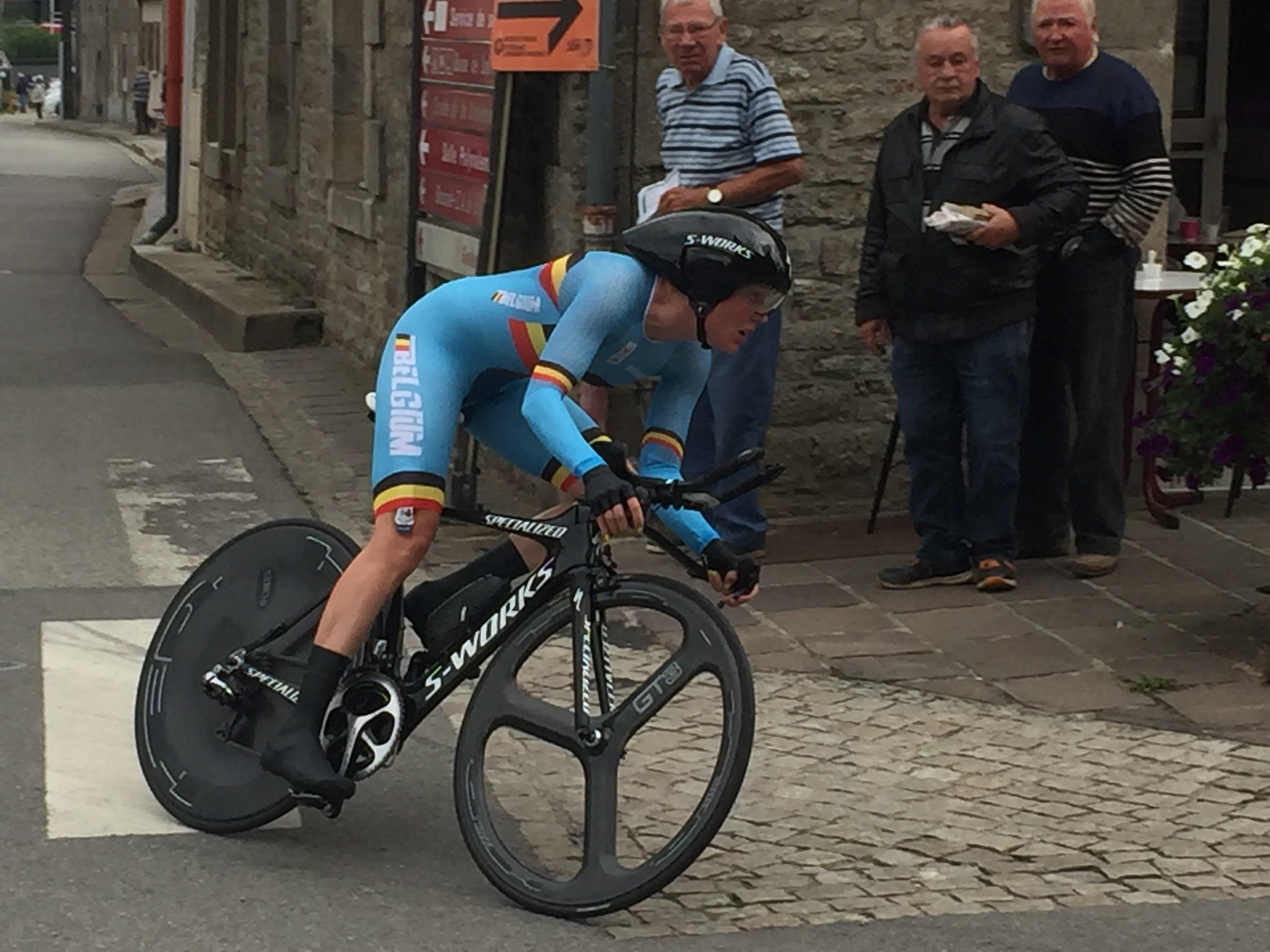
Tijdens het EK tijdrijden 2016 in Plumelec.

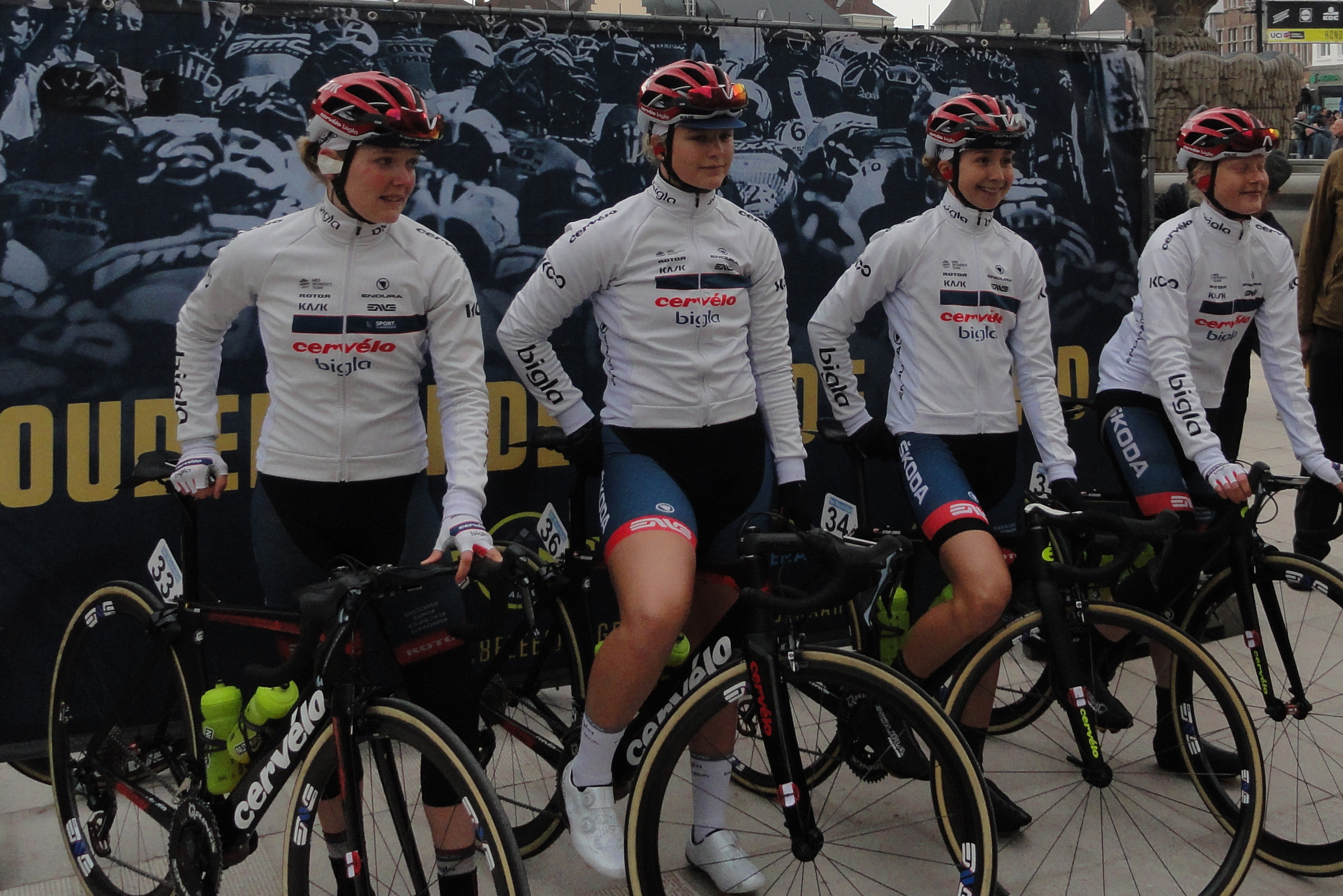
Met haar ploeg Cervélo-Bigla voor de Ronde van Vlaanderen 2018.

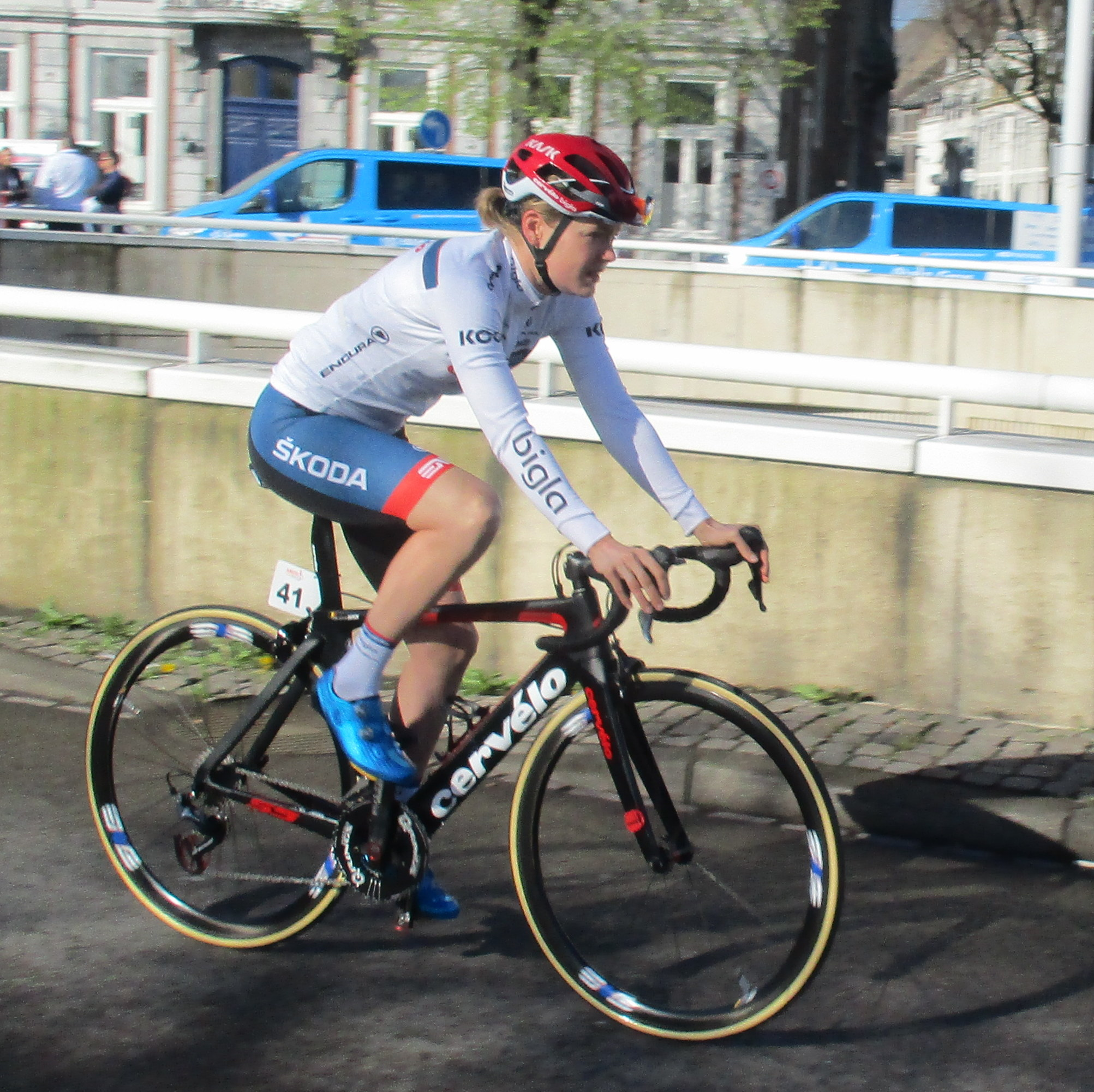
Voor de Amstel Gold Race 2018.

2014 - 3 zeges
- Belgisch kampioene tijdrijden
- Erondegemse Pijl
- 2e etappe Trophée d'Or (ITT)

2015 - 4 zeges
- Belgisch kampioene tijdrijden
- Proloog Auensteiner-Radsporttage
- Proloog Trophée d'Or Féminin
- Chrono Champenois (ITT)

2016 - 4 zeges
- Belgisch kampioene tijdrijden
- 3e etappe Gracia Orlova (ITT)
- Ljubljana-Domzale-Ljubljana (ITT)
- Chrono des Nations (ITT)

2017 - 4 zeges
- Belgisch kampioene tijdrijden
- 2e etappe Setmana Ciclista Valenciana
- Ljubljana-Domzale-Ljubljana (ITT)
- 3e etappe Tour de Feminin - O cenu Českého Švýcarska
- Europees kampioenschap tijdrijden

2018 - 1 zege
- Belgisch kampioene tijdrijden

2019 - 0 zeges
- Belgisch kampioenschap op de weg